# Intonatie (muziek)
Intonatie heeft in de muziek betrekking op de marge waarbinnen een toon in hoogte en klankkleur kan variëren, zonder dat hij als een andere toon wordt ervaren. Intonatie heeft dus twee betekenissen:
- het spelen van een toon op de juiste toonhoogte, dus met een bepaalde frequentie en binnen een bepaald stemmingssysteem
- het bepalen van de klankkleur van een toon

In de praktijk kunnen deze twee vormen met elkaar samenhangen. Een speler of zanger die 'donker' intoneert kan, bedoeld of onbedoeld, ook 'lager' intoneren, en dus onzuiver spelen of zingen.

## Intonatie door spelers

### Kleuren
De klankkleur van een instrument wordt in de eerste plaats bepaald door de wijze waarop de bouwer het instrument heeft vormgegeven. Vervolgens hangt het af van de vaardigheid van de speler in specifieke speeltechnieken, in hoeverre hij de klankkleur kan aanpassen (intoneren) tijdens het spelen.
Bij strijkinstrumenten is het mogelijk de klankkleur te beïnvloeden door te variëren in de kracht die op de boog gezet wordt, door de stand van de boog op de snaar en door het toepassen van vibrato, waarbij men kan variëren in de grootte van de amplitude en de snelheid. Ook kunnen mechanische hulpmiddelen zoals een demper door de speler gebruikt worden, om een meer nasale klankkleur te bereiken.
Pianisten kunnen, door te variëren in het armgewicht dat ze toepassen bij de aanslag van de toetsen, een andere klankkleur realiseren.
Zangers kunnen met hun stem een groot aantal verschillen in klankkleur realiseren door variaties in de stand van het strottenhoofd en de lippen, en de projectie van de stem in het zangmasker.
Op sommige instrumenten, zoals pijporgels, is het voor de speler niet mogelijk invloed op de klankkleur uit te oefenen door speeltechniek. Kleurverschillen worden dan gerealiseerd door specifieke registers te combineren. De intonatie van deze registers is bij de bouw van het instrument bepaald door de orgelbouwer.

### Stemming
Bij zuiver intoneren spelen er verschillende zaken mee. De stemming van sommige instrumenten ligt vast: bij bijvoorbeeld toetsinstrumenten en harpen worden de pijpen of snaren vooraf gestemd, daarna ligt de stemming vast en kan de speler er niet van afwijken.
Bij houtblazers kan de speler enigszins afwijken van de toonhoogtes die in het instrument zijn vastgelegd (door de plaatsing van de gaten in de buis) door te variëren in de luchtstroom. Bij koperblazers is die mogelijkheid tot afwijken groter (wegens het ontbreken van voorgeboorde gaten en dus vastgestelde toonhoogtes). Bij instrumenten als de gitaar is de toonhoogte vastgelegd door de fretten, die de snaar onderverdelen in verschillende tonen. Bij een viola di gamba is het mogelijk deze fretten iets te verschuiven, en zo voorafgaand aan het spelen de stemming iets te wijzigen.
Bij zangers en strijkers kan de toonhoogte oneindig gevarieerd worden (denk aan een glissando) en is dus de mogelijkheid tot zuiver dan wel onzuiver intoneren (vals zingen/spelen) onbeperkt. 

#### Stemmingssysteem
In de hedendaagse Westerse muziek wordt meestal gebruikgemaakt van gelijkzwevende temperatuur. Er zijn 12 tonen per octaaf, die alle 12 op een even grote afstand van elkaar liggen, waardoor ze alle 12 even onzuiver zijn. Omdat deze onzuiverheid gelijkmatig verdeeld is, is dit in de Westerse muziek niet storend. Zangers en strijkers kunnen in de praktijk iets van dit systeem afwijken om op bepaalde momenten in de muziek een betere consonantie te bereiken.
In bijvoorbeeld hindoestaanse muziek is er sprake van 22 (micro)tonen per octaaf (shruti's), waardoor in dit geval intonatie een veel grotere rol speelt.

## Intonatie in instrumentbouw
In de instrumentbouw heeft het begrip intonatie zuiver betrekking op de klankkleur.
Bij het bouwen van bijvoorbeeld piano's, orgels en harmoniums, bij het installeren in ruimten van virtuele orgels of hybride orgels en bij gieten van klokken heeft het begrip intonatie een bijzondere betekenis. De instrumentenbouwer werkt aan de klankkleur van het instrument door mechanische of elektronische wijzigingen aan te brengen. In de meeste ateliers is er iemand gespecialiseerd in het intoneren, deze intonateur doet niet anders dan de tonen in alle registers van een instrument eenzelfde klankkleur te geven of elektronische aanpassingen vast te leggen in de stemmenbank bij virtuele en hybride pijporgels. 
Het is voor de totaalklank van het instrument belangrijk dat alle snaren of pijpen van hetzelfde register hetzelfde klinken, en dat er een mooie overgang is tussen de bas en de discant. Daarnaast is de intonatie van een instrument het visitekaartje van de bouwer: bij een karakteristieke intonatie herkent de luisteraar niet alleen de bouwer, maar ook om welk uniek instrument het gaat. 

### Orgel
Bij een orgel kan het instrument pas na het intoneren gestemd worden. De intonatie van orgels is van het tijdsbeeld en de plaatselijke smaak afhankelijk. Zo klinkt een orgel uit de renaissance anders dan een orgel uit de barok of de romantiek, en zijn er verschillen tussen Franse, Spaanse, Italiaanse, Nederlandse en Duitse orgels uit die periodes.
Bij een orgel vindt altijd een voorintonatie plaats in de werkplaats, waarna de intonatie van het instrument wordt afgerond in de ruimte waar het komt te staan. Hierbij wordt rekening gehouden met de akoestiek, hoe de klank zich in de ruimte ontwikkelt, en hoe de verschillende registers met elkaar versmelten tot een homogene klank.

### Piano
Bij een piano horen naast de snaren (stemmingsintonatie) ook de hamertjes regelmatig geïntoneerd te worden (voor de klankkleur). Intonatie bepaalt hier of een pianotoon scherp of wollig klinkt. Als de toon te scherp is kan door met een intonatiepen in de vilten hamerkop te prikken de spanning van het vilt op de kop worden verlaagd. Hierdoor wordt de toon van de piano wolliger, met minder scherpe boventonen. Als de piano te wollig klinkt kan door de kop te schuren het vilt iets dunner worden, waardoor de houten kern van de hamerkop meer hoorbaar wordt in de aanslag, en waardoor dus meer hogere boventonen worden geproduceerd, zodat de piano scherper klinkt. Een geschoold pianotechnicus (pianostemmer) voert meestal deze werkzaamheden uit. Door veelvuldig spelen op een piano zal in de loop der tijd de klank ook scherper worden, omdat door het contact tussen het vilt van de hamerkop en de snaar het vilt wordt geplet. Intoneren van een hamerkop kan niet onbeperkt vaak geschieden, omdat bespeling en elke intonatiesessie in feite slijtage veroorzaken aan de hamerkop. Als de hamerkop te vaak is geschuurd of de hamers te versleten zijn worden doorgaans nieuwe hamerkoppen geplaatst. Bij een nieuw instrument hebben de hamertjes zich bovendien vaak nog niet 'gezet', er zit nog geen groefje van de snaar in het vilt. Na een periode van 'inspelen' wordt dan alsnog de piano in zijn geheel of worden individuele hamerkoppen geïntoneerd ter egalisatie.